# Endstation (1935)
Endstation ist eine deutsch-österreichische Filmkomödie von E. W. Emo aus dem Jahr 1935.

## Handlung
Der Film handelt vom Straßenbahner Karl Vierthaler, der sich in die Hutnäherin Anna verliebt. Seine Eltern haben jedoch bereits die Konditorstochter Rosa Schilling als zukünftige Frau für ihren Sohn vorgesehen, weswegen Karl seinen Beruf als Straßenbahner aufgeben soll. Mit einer gehörigen Portion Sturheit gelingt es Karl schließlich, seinen Kopf durchzusetzen und Anna für sich zu gewinnen. 

## Hintergrund
Die Außenaufnahmen zu Endstation wurden im Frühjahr 1935 Wien gedreht, die Innenaufnahmen in Ateliers in Berlin. Für einige Aufnahmen hielt man mittags sogar den Verkehr auf der Opernkreuzung auf. Es sind zahlreiche historische Aufnahmen der Wiener Straßenbahn im Film zu sehen. Paul Hörbiger berichtet in seinen Memoiren von etlichen Schikanen seitens der Filmzensurstelle des Dritten Reiches gegen die Produktion von "Endstation", weswegen einige Szenen abgeändert werden mussten. Ein Kritikpunkt war, dass der Hauptcharakter in einer Szene den Führerstand seiner Straßenbahn verlässt: "So etwas macht ein deutscher Schaffner nicht!". Kritisiert wurde auch, dass in Wien damals noch Linksverkehr herrschte, weswegen die bereits gedrehten Aufnahmen verkehrt hätten kopiert werden sollen. Dies konnte aber mit dem Verweis auf die dann unleserlichen Brustwandtafeln (Fahrtzielanzeige) der Wiener Straßenbahnwagen entkräftet werden. Hörbiger legte im März 1935 anlässlich der Dreharbeiten dieses Films im Betriebsbahnhof Hernals der Wiener Straßenbahn als "jüngster Motorführer" die "Tramwayprüfung" ab. Hörbiger sollte mehr als 20 Jahre später im Film Wien, du Stadt meiner Träume nochmals eine Wiener Straßenbahn steuern.
Standfotograf bei dieser Produktion war Alexander Schmoll.
Der Film war die erste Produktion der von Paul Hörbiger gemeinsam mit Karl Künzel gegründeten Filmproduktionsgesellschaft Algefa. Die Uraufführung von Endstation fand im Juni 1935 in Berlin statt.

## Kritik
„Hörbiger wütet, Andergast heult – eine Wiener Komödie.“ Paul Hörbiger schwankt zwischen „liebevoller Zärtlichkeit gegenüber seiner Modistin und einer geradezu aus der Rolle fallenden, total überraschenden Cholerik“.